# 34. Dáil
Der 34. Dáil wurde am 29. November 2024 gewählt. Insgesamt 174 Abgeordnete (Teachtaí Dála) wurden in 43 Wahlkreisen mit dem Verfahren der übertragbaren Einzelstimmgebung (single transferable vote) bestimmt.

## Wahlausgang

Sitzverteilung im 34. Dáil

Der Dáil Éireann kam erstmals am 18. Dezember 2024 zur konstituierenden Sitzung zusammen. Als Vorsitzende des Dáils (Ceann Comhairle) wurde die Unabhängige Verona Murphy und damit erstmals eine Frau in diesem Amt gewählt.
Fine Gael und Fianna Fáil bildeten nach mehrwöchigen Sondierungen die Regierung. Da sie nur 86 Sitze vereinten, bedurfte es zur Mehrheit weiterer Stimmen. Verhandlungen mit den Social Democrats und der Labour Party blieben erfolglos, sodass es schließlich nach der Vermittlung von Michael Lowry gelang, neun unabhängige Abgeordnete zur Unterstützung einer Regierung zu gewinnen.

## Unterstützung der Regierung durch unabhängige Abgeordnete
Die Wahl des Taoiseach verzögerte sich, weil die Oppositionsparteien dagegen protestierten, dass unabhängige Abgeordnete, auch solche, die die Regierung unterstützen wollten, Redezeit zulasten der Opposition bekommen sollten. Am 23. Januar 2025 wurde dann Micheál Martin von der Fianna Fáil zum Taoiseach gewählt.
Oppositionsführerin (Ceannaire an Fhreasúra) wurde damit Mary Lou McDonald von der Sinn Féin.
Der Streit um die Redezeiten eskalierte im Dáil, sodass am 1. April die Vertrauensfrage für und gegen die Ceann Comhairle Verona Murphy gestellt wurde. Mit 96 zu 71 Stimmen konnte Verona Murphy die Frage für sich entscheiden.
| Partei | Partei                                         | Vorsitzende/r im Dáil                               | Nov. 2024: gewählte Teachtaí Dála | derzeitige Teachtaí Dála | Veränderung |
| ------ | ---------------------------------------------- | --------------------------------------------------- | --------------------------------- | ------------------------ | ----------- |
|        | Fianna Fáil                                    | Micheál Martin zugleich Taoiseach                   | 48                                | 48                       | –           |
|        | Sinn Féin                                      | Mary Lou McDonald zugleich Leader of the Opposition | 39                                | 39                       | –           |
|        | Fine Gael                                      | Simon Harris zugleich Tánaiste                      | 38                                | 38                       | –           |
|        | Social Democrats                               | Holly Cairns                                        | 11                                | 11                       | −           |
|        | Labour Party                                   | Ivana Bacik                                         | 11                                | 11                       | –           |
|        | Independent Ireland                            | Michael Collins                                     | 4                                 | 4                        | –           |
|        | People Before Profit/Solidarity                | (Kollektiv)                                         | 3                                 | 3                        | –           |
|        | Aontú                                          | Peadar Tóibín                                       | 2                                 | 2                        | –           |
|        | Green Party                                    | Roderic O’Gorman                                    | 1                                 | 1                        | –           |
|        | 100% Redress                                   | Charles Ward                                        | 1                                 | 1                        | –           |
|        | Unabhängige davon 9 Unterstützer der Regierung |                                                     | 16                                | 15                       | −1          |
|        | Ceann Comhairle                                |                                                     |                                   | 1                        | +1          |
| Gesamt | Gesamt                                         | 174                                                 | 174                               | 174                      | –           |

## Abgeordnete (Teachtaí Dála) nach Wahlkreisen
| Wahlkreis            | Name                      | Bild                                     | Partei | Partei                                                                                          | im Amt seit       |
| -------------------- | ------------------------- | ---------------------------------------- | ------ | ----------------------------------------------------------------------------------------------- | ----------------- |
| Carlow–Kilkenny      | Catherine Callaghan       |                                          |        | Fine Gael                                                                                       | 18. Dezember 2024 |
| Carlow–Kilkenny      | Peter Cleere              |                                          |        | Fianna Fáil                                                                                     | 18. Dezember 2024 |
| Carlow–Kilkenny      | John McGuinness           |                                          |        | Fianna Fáil                                                                                     | 26. Juni 1997     |
| Carlow–Kilkenny      | Jennifer Murnane O’Connor |                                          |        | Fianna Fáil                                                                                     | 20. Februar 2020  |
| Carlow–Kilkenny      | Natasha Newsome Drennan   |                                          |        | Sinn Féin                                                                                       | 18. Dezember 2024 |
| Cavan–Monaghan       | Cathy Bennett             |                                          |        | Sinn Féin                                                                                       | 18. Dezember 2024 |
| Cavan–Monaghan       | Matt Carthy               |                                          |        | Sinn Féin                                                                                       | 20. Februar 2020  |
| Cavan–Monaghan       | David Maxwell             |                                          |        | Fine Gael                                                                                       | 18. Dezember 2024 |
| Cavan–Monaghan       | Brendan Smith             |                                          |        | Fianna Fáil                                                                                     | 14. Dezember 1992 |
| Cavan–Monaghan       | Niamh Smyth               |                                          |        | Fianna Fáil                                                                                     | 10. März 2016     |
| Clare                | Joe Cooney                |                                          |        | Fine Gael                                                                                       | 18. Dezember 2024 |
| Clare                | Cathal Crowe              |                                          |        | Fianna Fáil                                                                                     | 20. Februar 2020  |
| Clare                | Timmy Dooley              |                                          |        | Fianna Fáil                                                                                     | 18. Dezember 2024 |
| Clare                | Donna McGettigan          |                                          |        | Sinn Féin                                                                                       | 18. Dezember 2024 |
| Cork East            | Pat Buckley               |                                          |        | Sinn Féin                                                                                       | 10. März 2016     |
| Cork East            | Noel McCarthy             |                                          |        | Fine Gael                                                                                       | 18. Dezember 2024 |
| Cork East            | James O’Connor            |                                          |        | Fianna Fáil                                                                                     | 20. Februar 2020  |
| Cork East            | Liam Quaide               |                                          |        | Social Democrats                                                                                | 18. Dezember 2024 |
| Cork North-Central   | Colm Burke                |                                          |        | Fine Gael                                                                                       | 20. Februar 2020  |
| Cork North-Central   | Thomas Gould              |                                          |        | Sinn Féin                                                                                       | 20. Februar 2020  |
| Cork North-Central   | Eoghan Kenny              |                                          |        | Labour                                                                                          | 18. Dezember 2024 |
| Cork North-Central   | Ken O’Flynn               |                                          |        | Independent Ireland (Independent Group)                                                         | 18. Dezember 2024 |
| Cork North-Central   | Pádraig O’Sullivan        |                                          |        | Fianna Fáil                                                                                     | 3. Dezember 2019  |
| Cork North-West      | Aindrias Moynihan         |                                          |        | Fianna Fáil                                                                                     | 10. März 2016     |
| Cork North-West      | Michael Moynihan          |                                          |        | Fianna Fáil                                                                                     | 26. Juni 1997     |
| Cork North-West      | John Paul O’Shea          |                                          |        | Fine Gael                                                                                       | 18. Dezember 2024 |
| Cork South-Central   | Jerry Buttimer            |                                          |        | Fine Gael                                                                                       | 18. Dezember 2024 |
| Cork South-Central   | Micheál Martin            |                                          |        | Fianna Fáil                                                                                     | 29. Juni 1989     |
| Cork South-Central   | Séamus McGrath            |                                          |        | Fianna Fáil                                                                                     | 18. Dezember 2024 |
| Cork South-Central   | Donnchadh Ó Laoghaire     |                                          |        | Sinn Féin                                                                                       | 10. März 2016     |
| Cork South-Central   | Pádraig Rice              |                                          |        | Social Democrats                                                                                | 18. Dezember 2024 |
| Cork South-West      | Holly Cairns              |                                          |        | Social Democrats                                                                                | 20. Februar 2020  |
| Cork South-West      | Michael Collins           |                                          |        | Independent Ireland (Independent Group)                                                         | 10. März 2016     |
| Cork South-West      | Christopher O’Sullivan    |                                          |        | Fianna Fáil                                                                                     | 20. Februar 2020  |
| Donegal              | Pearse Doherty            |                                          |        | Sinn Féin                                                                                       | 30. November 2010 |
| Donegal              | Pat Gallagher             |                                          |        | Fianna Fáil                                                                                     | 18. Dezember 2024 |
| Donegal              | Pádraig Mac Lochlainn     |                                          |        | Sinn Féin                                                                                       | 20. Februar 2020  |
| Donegal              | Charlie McConalogue       |                                          |        | Fianna Fáil                                                                                     | 9. März 2011      |
| Donegal              | Charles Ward              |                                          |        | 100% Redress (Independents & Smaller Parties Group)                                             | 18. Dezember 2024 |
| Dublin Bay North     | Tom Brabazon              |                                          |        | Fianna Fáil                                                                                     | 18. Dezember 2024 |
| Dublin Bay North     | Barry Heneghan            |                                          |        | Unabhängiger                                                                                    | 18. Dezember 2024 |
| Dublin Bay North     | Denise Mitchell           |                                          |        | Sinn Féin                                                                                       | 10. März 2016     |
| Dublin Bay North     | Cian O’Callaghan          |                                          |        | Social Democrats                                                                                | 20. Februar 2020  |
| Dublin Bay North     | Naoise Ó Muirí            |                                          |        | Fine Gael                                                                                       | 18. Dezember 2024 |
| Dublin Bay South     | Ivana Bacik               |                                          |        | Labour                                                                                          | 13. Juli 2021     |
| Dublin Bay South     | James Geoghegan           |                                          |        | Fine Gael                                                                                       | 18. Dezember 2024 |
| Dublin Bay South     | Eoin Hayes                |                                          |        | Social Democrats                                                                                | 18. Dezember 2024 |
| Dublin Bay South     | Jim O’Callaghan           |                                          |        | Fianna Fáil                                                                                     | 10. März 2016     |
| Dublin Central       | Paschal Donohoe           |                                          |        | Fine Gael                                                                                       | 9. März 2011      |
| Dublin Central       | Gary Gannon               |                                          |        | Social Democrats                                                                                | 20. Februar 2020  |
| Dublin Central       | Mary Lou McDonald         |                                          |        | Sinn Féin                                                                                       | 9. März 2011      |
| Dublin Central       | Marie Sherlock            |                                          |        | Labour                                                                                          | 18. Dezember 2024 |
| Dublin Fingal East   | Ann Graves                |                                          |        | Sinn Féin                                                                                       | 18. Dezember 2024 |
| Dublin Fingal East   | Darragh O’Brien           |                                          |        | Fianna Fáil                                                                                     | 10. März 2016     |
| Dublin Fingal East   | Duncan Smith              |                                          |        | Labour                                                                                          | 20. Februar 2020  |
| Dublin Fingal West   | Grace Boland              |                                          |        | Fine Gael                                                                                       | 18. Dezember 2024 |
| Dublin Fingal West   | Robert O’Donoghue         |                                          |        | Labour                                                                                          | 18. Dezember 2024 |
| Dublin Fingal West   | Louise O’Reilly           |                                          |        | Sinn Féin                                                                                       | 10. März 2016     |
| Dublin Mid-West      | Paul Gogarty              |                                          |        | Unabhängiger (Independent Group)                                                                | 18. Dezember 2024 |
| Dublin Mid-West      | Emer Higgins              |                                          |        | Fine Gael                                                                                       | 20. Februar 2020  |
| Dublin Mid-West      | Shane Moynihan            |                                          |        | Fianna Fáil                                                                                     | 18. Dezember 2024 |
| Dublin Mid-West      | Eoin Ó Broin              |                                          |        | Sinn Féin                                                                                       | 10. März 2016     |
| Dublin Mid-West      | Mark Ward                 |                                          |        | Sinn Féin                                                                                       | 3. Dezember 2019  |
| Dublin North-West    | Dessie Ellis              |                                          |        | Sinn Féin                                                                                       | 9. März 2011      |
| Dublin North-West    | Rory Hearne               |                                          |        | Social Democrats                                                                                | 18. Dezember 2024 |
| Dublin North-West    | Paul McAuliffe            |                                          |        | Fianna Fáil                                                                                     | 20. Februar 2020  |
| Dublin Rathdown      | Shay Brennan              |                                          |        | Fianna Fáil                                                                                     | 18. Dezember 2024 |
| Dublin Rathdown      | Sinéad Gibney             |                                          |        | Social Democrats                                                                                | 18. Dezember 2024 |
| Dublin Rathdown      | Maeve O’Connell           |                                          |        | Fine Gael                                                                                       | 18. Dezember 2024 |
| Dublin Rathdown      | Neale Richmond            |                                          |        | Fine Gael                                                                                       | 20. Februar 2020  |
| Dublin South-Central | Catherine Ardagh          |                                          |        | Fianna Fáil                                                                                     | 18. Dezember 2024 |
| Dublin South-Central | Jen Cummins               |                                          |        | Social Democrats                                                                                | 18. Dezember 2024 |
| Dublin South-Central | Máire Devine              |                                          |        | Sinn Féin                                                                                       | 18. Dezember 2024 |
| Dublin South-Central | Aengus Ó Snodaigh         |                                          |        | Sinn Féin                                                                                       | 6. Juni 2002      |
| Dublin South-West    | Ciarán Ahern              |                                          |        | Labour                                                                                          | 18. Dezember 2024 |
| Dublin South-West    | Colm Brophy               |                                          |        | Fine Gael                                                                                       | 10. März 2016     |
| Dublin South-West    | Seán Crowe                |                                          |        | Sinn Féin                                                                                       | 9. März 2011      |
| Dublin South-West    | John Lahart               |                                          |        | Fianna Fáil                                                                                     | 10. März 2016     |
| Dublin South-West    | Paul Murphy               |                                          |        | People Before Profit/Solidarity (Independents & Smaller Parties Group)                          | 14. Oktober 2014  |
| Dublin West          | Jack Chambers             |                                          |        | Fianna Fáil                                                                                     | 10. März 2016     |
| Dublin West          | Ruth Coppinger            |                                          |        | People Before Profit/Solidarity (Independents & Smaller Parties Group)                          | 18. Dezember 2024 |
| Dublin West          | Emer Currie               |                                          |        | Fine Gael                                                                                       | 18. Dezember 2024 |
| Dublin West          | Paul Donnelly             |                                          |        | Sinn Féin                                                                                       | 20. Februar 2020  |
| Dublin West          | Roderic O’Gorman          |                                          |        | Green Party (Independents & Smaller Parties Group)                                              | 20. Februar 2020  |
| Dún Laoghaire        | Richard Boyd Barrett      |                                          |        | People Before Profit/Solidarity (Independents & Smaller Parties Group)                          | 9. März 2011      |
| Dún Laoghaire        | Jennifer Carroll MacNeill |                                          |        | Fine Gael                                                                                       | 20. Februar 2020  |
| Dún Laoghaire        | Cormac Devlin             |                                          |        | Fianna Fáil                                                                                     | 20. Februar 2020  |
| Dún Laoghaire        | Barry Ward                |                                          |        | Fine Gael                                                                                       | 18. Dezember 2024 |
| Galway East          | Seán Canney               |                                          |        | Unabhängiger                                                                                    | 10. März 2016     |
| Galway East          | Albert Dolan              |                                          |        | Fianna Fáil                                                                                     | 18. Dezember 2024 |
| Galway East          | Louis O’Hara              |                                          |        | Sinn Féin                                                                                       | 18. Dezember 2024 |
| Galway East          | Peter Roche               |                                          |        | Fine Gael                                                                                       | 18. Dezember 2024 |
| Galway West          | Catherine Connolly        |                                          |        | Unabhängige (Independents & Smaller Parties Group)                                              | 10. März 2016     |
| Galway West          | John Connolly             |                                          |        | Fianna Fáil                                                                                     | 18. Dezember 2024 |
| Galway West          | Mairéad Farrell           |                                          |        | Sinn Féin                                                                                       | 20. Februar 2020  |
| Galway West          | Noel Grealish             |                                          |        | Unabhängiger                                                                                    | 6. Juni 2002      |
| Galway West          | Hildegarde Naughton       |                                          |        | Fine Gael                                                                                       | 10. März 2016     |
| Kerry                | Michael Cahill            |                                          |        | Fianna Fáil                                                                                     | 18. Dezember 2024 |
| Kerry                | Pa Daly                   |                                          |        | Sinn Féin                                                                                       | 20. Februar 2020  |
| Kerry                | Norma Foley               |                                          |        | Fianna Fáil                                                                                     | 20. Februar 2020  |
| Kerry                | Danny Healy-Rae           |                                          |        | Unabhängiger                                                                                    | 10. März 2016     |
| Kerry                | Michael Healy-Rae         |                                          |        | Unabhängiger                                                                                    | 9. März 2011      |
| Kildare North        | Réada Cronin              |                                          |        | Sinn Féin                                                                                       | 20. Februar 2020  |
| Kildare North        | Aidan Farrelly            |                                          |        | Social Democrats                                                                                | 18. Dezember 2024 |
| Kildare North        | James Lawless             |                                          |        | Fianna Fáil                                                                                     | 10. März 2016     |
| Kildare North        | Joe Neville               |                                          |        | Fine Gael                                                                                       | 18. Dezember 2024 |
| Kildare North        | Naoise Ó Cearúil          |                                          |        | Fianna Fáil                                                                                     | 18. Dezember 2024 |
| Kildare South        | Martin Heydon             |                                          |        | Fine Gael                                                                                       | 9. März 2011      |
| Kildare South        | Shónagh Ní Raghallaigh    |                                          |        | Sinn Féin                                                                                       | 18. Dezember 2024 |
| Kildare South        | Seán Ó Fearghaíl          |                                          |        | Ceann Comhairle (bis 18. Dezember 2024)                                                         | 6. Juni 2002      |
| Kildare South        | Seán Ó Fearghaíl          | Fianna Fáil                              |        |                                                                                                 | 6. Juni 2002      |
| Kildare South        | Mark Wall                 |                                          |        | Labour                                                                                          | 18. Dezember 2024 |
| Laois                | William Aird              |                                          |        | Fine Gael                                                                                       | 18. Dezember 2024 |
| Laois                | Seán Fleming              |                                          |        | Fianna Fáil                                                                                     | 26. Juni 1997     |
| Laois                | Brian Stanley             |                                          |        | Unabhängiger (Independents & Smaller Parties Group)                                             | 9. März 2011      |
| Limerick City        | Willie O’Dea              |                                          |        | Fianna Fáil                                                                                     | 9. März 1982      |
| Limerick City        | Kieran O’Donnell          |                                          |        | Fine Gael                                                                                       | 20. Februar 2020  |
| Limerick City        | Maurice Quinlivan         |                                          |        | Sinn Féin                                                                                       | 10. März 2016     |
| Limerick City        | Conor Sheehan             |                                          |        | Labour                                                                                          | 18. Dezember 2024 |
| Limerick County      | Niall Collins             |                                          |        | Fianna Fáil                                                                                     | 14. Juni 2007     |
| Limerick County      | Richard O’Donoghue        |                                          |        | Independent Ireland (Independent Group)                                                         | 20. Februar 2020  |
| Limerick County      | Patrick O’Donovan         |                                          |        | Fine Gael                                                                                       | 9. März 2011      |
| Longford–Westmeath   | Peter Burke               |                                          |        | Fine Gael                                                                                       | 10. März 2016     |
| Longford–Westmeath   | Micheál Carrigy           |                                          |        | Fine Gael                                                                                       | 18. Dezember 2024 |
| Longford–Westmeath   | Sorca Clarke              |                                          |        | Sinn Féin                                                                                       | 20. Februar 2020  |
| Longford–Westmeath   | Kevin Moran               |                                          |        | Unabhängiger                                                                                    | 18. Dezember 2024 |
| Longford–Westmeath   | Robert Troy               |                                          |        | Fianna Fáil                                                                                     | 9. März 2011      |
| Louth                | Paula Butterly            |                                          |        | Fine Gael                                                                                       | 18. Dezember 2024 |
| Louth                | Joanna Byrne              |                                          |        | Sinn Féin                                                                                       | 18. Dezember 2024 |
| Louth                | Erin McGreehan            |                                          |        | Fianna Fáil                                                                                     | 18. Dezember 2024 |
| Louth                | Ged Nash                  |                                          |        | Labour                                                                                          | 20. Februar 2020  |
| Louth                | Ruairí Ó Murchú           |                                          |        | Sinn Féin                                                                                       | 20. Februar 2020  |
| Mayo                 | Dara Calleary             |                                          |        | Fianna Fáil                                                                                     | 14. Juni 2007     |
| Mayo                 | Rose Conway-Walsh         |                                          |        | Sinn Féin                                                                                       | 20. Februar 2020  |
| Mayo                 | Alan Dillon               |                                          |        | Fine Gael                                                                                       | 20. Februar 2020  |
| Mayo                 | Keira Keogh               |                                          |        | Fine Gael                                                                                       | 18. Dezember 2024 |
| Mayo                 | Paul Lawless              |                                          |        | Aontú (Independent Group)                                                                       | 18. Dezember 2024 |
| Meath East           | Thomas Byrne              |                                          |        | Fianna Fáil                                                                                     | 10. März 2016     |
| Meath East           | Helen McEntee             |                                          |        | Fine Gael                                                                                       | 16. April 2013    |
| Meath East           | Darren O’Rourke           |                                          |        | Sinn Féin                                                                                       | 20. Februar 2020  |
| Meath East           | Gillian Toole             |                                          |        | Unabhängige                                                                                     | 18. Dezember 2024 |
| Meath West           | Aisling Dempsey           |                                          |        | Fianna Fáil                                                                                     | 18. Dezember 2024 |
| Meath West           | Johnny Guirke             |                                          |        | Sinn Féin                                                                                       | 20. Februar 2020  |
| Meath West           | Peadar Tóibín             |                                          |        | Aontú (Independent Group)                                                                       | 9. März 2011      |
| Offaly               | John Clendennen           |                                          |        | Fine Gael                                                                                       | 18. Dezember 2024 |
| Offaly               | Tony McCormack            |                                          |        | Fianna Fáil                                                                                     | 18. Dezember 2024 |
| Offaly               | Carol Nolan               |                                          |        | Unabhängige                                                                                     | 10. März 2016     |
| Roscommon–Galway     | Martin Daly               |                                          |        | Fianna Fáil                                                                                     | 18. Dezember 2024 |
| Roscommon–Galway     | Michael Fitzmaurice       |                                          |        | Independent Ireland (Independent Group)                                                         | 14. Oktober 2014  |
| Roscommon–Galway     | Claire Kerrane            |                                          |        | Sinn Féin                                                                                       | 20. Februar 2020  |
| Sligo–Leitrim        | Frank Feighan             |                                          |        | Fine Gael                                                                                       | 20. Februar 2020  |
| Sligo–Leitrim        | Marian Harkin             |                                          |        | Unabhängige                                                                                     | 20. Februar 2020  |
| Sligo–Leitrim        | Martin Kenny              |                                          |        | Sinn Féin                                                                                       | 10. März 2016     |
| Sligo–Leitrim        | Eamon Scanlon             |                                          |        | Fianna Fáil                                                                                     | 18. Dezember 2024 |
| Tipperary North      | Alan Kelly                |                                          |        | Labour                                                                                          | 9. März 2011      |
| Tipperary North      | Michael Lowry             |                                          |        | Unabhängiger                                                                                    | 10. März 1987     |
| Tipperary North      | Ryan O’Meara              |                                          |        | Fianna Fáil                                                                                     | 18. Dezember 2024 |
| Tipperary South      | Séamus Healy              |                                          |        | Unabhängiger (Independents & Smaller Parties Group, Mitglied der Workers and Unemployed Action) | 18. Dezember 2024 |
| Tipperary South      | Mattie McGrath            |                                          |        | Unabhängiger                                                                                    | 14. Juni 2007     |
| Tipperary South      | Michael Murphy            |                                          |        | Fine Gael                                                                                       | 18. Dezember 2024 |
| Waterford            | Mary Butler               |                                          |        | Fianna Fáil                                                                                     | 10. März 2016     |
| Waterford            | David Cullinane           |                                          |        | Sinn Féin                                                                                       | 10. März 2016     |
| Waterford            | John Cummins              |                                          |        | Fine Gael                                                                                       | 18. Dezember 2024 |
| Waterford            | Conor McGuinness          |                                          |        | Sinn Féin                                                                                       | 18. Dezember 2024 |
| Wexford              | James Browne              |                                          |        | Fianna Fáil                                                                                     | 10. März 2016     |
| Wexford              | George Lawlor             |                                          |        | Labour                                                                                          | 18. Dezember 2024 |
| Wexford              | Verona Murphy             |                                          |        | Unabhängige (Wahlen 2024)                                                                       | 20. Februar 2020  |
| Wexford              | Verona Murphy             | Ceann Comhairle (seit 18. Dezember 2024) |        |                                                                                                 | 20. Februar 2020  |
| Wexford              | Johnny Mythen             |                                          |        | Sinn Féin                                                                                       | 20. Februar 2020  |
| Wicklow–Wexford      | Brian Brennan             |                                          |        | Fine Gael                                                                                       | 18. Dezember 2024 |
| Wicklow–Wexford      | Malcolm Byrne             |                                          |        | Fianna Fáil                                                                                     | 18. Dezember 2024 |
| Wicklow–Wexford      | Fionntán Ó Súilleabháin   |                                          |        | Sinn Féin                                                                                       | 18. Dezember 2024 |
| Wicklow              | John Brady                |                                          |        | Sinn Féin                                                                                       | 10. März 2016     |
| Wicklow              | Simon Harris              |                                          |        | Fine Gael                                                                                       | 9. März 2011      |
| Wicklow              | Edward Timmins            |                                          |        | Fine Gael                                                                                       | 18. Dezember 2024 |
| Wicklow              | Jennifer Whitmore         |                                          |        | Social Democrats                                                                                | 20. Februar 2020  |

## Technical groups

### Independent Group
| Partei              | Partei                  | Name               | Wahlkreis       |
| ------------------- | ----------------------- | ------------------ | --------------- |
|                     | Independent Ireland (4) | Michael Collins    | Cork South-West |
| Michael Fitzmaurice | Independent Ireland (4) | Cork South-West    |                 |
| Richard O’Donoghue  | Independent Ireland (4) | Limerick County    |                 |
| Ken O’Flynn         | Independent Ireland (4) | Cork North-Central |                 |
|                     | Aontú (2)               | Peadar Tóibín      | Meath West      |
| Paul Lawless        | Aontú (2)               | Mayo               |                 |
|                     | Unabhängige (1)         | Paul Gogarty       | Dublin Mid-West |

### Independents and Smaller Parties Group
| Partei         | Partei                              | Partei                   | Partei               | Name               | Wahlkreis   |
| -------------- | ----------------------------------- | ------------------------ | -------------------- | ------------------ | ----------- |
|                | Unabhängige (3)                     | Unabhängige (3)          | Unabhängige (3)      | Catherine Connolly | Galway West |
| Séamus Healy * | Unabhängige (3)                     | Unabhängige (3)          | Unabhängige (3)      | Tipperary South    |             |
| Brian Stanley  | Unabhängige (3)                     | Unabhängige (3)          | Unabhängige (3)      | Laois              |             |
|                | People Before Profit/Solidarity (3) |                          | Solidarity (1)       | Ruth Coppinger     | Dublin West |
|                | People Before Profit/Solidarity (3) | People Before Profit (2) | Richard Boyd Barrett | Dún Laoghaire      |             |
| Paul Murphy    | People Before Profit/Solidarity (3) | People Before Profit (2) | Dublin South-West    |                    |             |
|                | Green Party (1)                     | Green Party (1)          | Green Party (1)      | Roderic O’Gorman   | Dublin West |
|                | 100% Redress (1)                    | 100% Redress (1)         | 100% Redress (1)     | Charles Ward       | Donegal     |

## Wechsel
| Datum             | Wahlkreis        | – | –                | + | +                | Anmerkungen                                                     |
| ----------------- | ---------------- | - | ---------------- | - | ---------------- | --------------------------------------------------------------- |
| 10. Dezember 2024 | Dublin Bay South |   | Social Democrats |   | Unabhängige      | Eoin Hayes wurde von der Partei suspendiert.                    |
| 18. Dezember 2024 | Kildare South    |   | Ceann Comhairle  |   | Fianna Fáil      | Seán Ó Fearghaíl wurde zum Ceann Comhairle nicht wiedergewählt. |
| 18. Dezember 2024 | Wexford          |   | Unabhängige      |   | Ceann Comhairle  | Verona Murphy wurde zum Ceann Comhairle gewählt.                |
| 25. Juli 2025     | Dublin Bay South |   | Unabhängige      |   | Social Democrats | Die Suspendierung von Eoin Hayes wurde wieder aufgehoben.       |